# Centro de Estudios Monetarios Latinoamericanos
El Centro de Estudios Monetarios Latinoamericanos (CEMLA) es una organización que agrupa a los principales bancos centrales de América Latina y el Caribe. Fue fundado en 1952 en la Ciudad de México, donde se ubica su sede.

## Objetivos
Según establecen los estatutos del CEMLA, sus objetivos son:
- Promover una mejor comprensión de las materias monetarias y bancarias en América Latina y el Caribe, así como los pertinentes aspectos de las políticas fiscal y cambiaria;
- Ayudar con el mejoramiento de la capacitación del personal de bancos centrales y otros órganos financieros en América Latina y el Caribe mediante la organización de seminarios y cursos especiales de adiestramiento; y la publicación de estudios de investigación;
- Dirigir investigaciones y sistematizar los resultados obtenidos en los campos mencionados; y
- Proveer de información a los miembros acerca de hechos de interés internacional y regional en los ámbitos de las políticas monetaria y financiera.

Las áreas de trabajo prioritario del CEMLA son las relacionadas con:
1. Temas vinculados con la estabilidad de las monedas, estrategias de gestión de la paridad cambiaria, el planteo e implementación de políticas monetarias y la gestión de la liquidez.
2. Temas relacionados con la estabilidad financiera, incluyendo las garantías de los depósitos, el rol de avales de última instancia, el diseño e implementación de sistema de pagos, y la regulación de las operaciones bancarias.
3. Coordinar a nivel internacional los temas de interés del CEMLA, incluido las interfases con el sistema financiero internacional, las estrategias y metodologías de gestión en el manejo de deuda y reservas, y gestión de prácticas bancarias.

## Historia
El Centro de Estudios Monetarios Latinoamericanos (CEMLA) fue fundado en 1952, como resultado de una propuesta del Banco de México durante la segunda Reunión de Técnicos en Banca Central del Continente Americano, celebrada en Santiago de Chile en 1950. La idea original, propuesta por Agustín Luna Olmedo, Rodrigo Gómez y Javier Márquez, era crear el Instituto de Estudios Económicos Latinoamericanos. Javier Márquez asumió el papel de director del CEMLA, guiando la organización a través de sus primeras etapas y asegurando el respaldo de bancos centrales internacionales.
La primera reunión de la Asamblea y Junta de Gobierno del CEMLA tuvo lugar poco después de su fundación. Durante los primeros años, la organización tuvo que superar dificultades financieras, contando con el apoyo del Banco de México para cubrir los déficits. El incremento de membresía y sus contribuciones permitieron un crecimiento y consolidación significativos en los primeros años del CEMLA.
El CEMLA logró fortalecer su posición como centro de capacitación y formación en temas monetarios y bancarios para los bancos centrales de América Latina. Se distinguió por sus servicios informativos y su participación en actividades adicionales, como consultas, reuniones internacionales y financiación de becas. Pese a los desafíos financieros y organizativos, el CEMLA sentó las bases para su posterior desarrollo y consolidación como institución fundamental en el sector económico latinoamericano.
En 1957, la adhesión de Brasil y Bolivia al CEMLA fortaleció la situación presupuestaria de la institución. La incorporación del Banco Central de la República Argentina en 1958 mejoró aún más la membresía. El CEMLA, que comenzó con seis miembros, logró reclutar exitosamente a nuevos miembros en los años siguientes.
A partir de 1960, el CEMLA experimentó una etapa de crecimiento significativo, diversificando sus actividades y aumentando su membresía. Sin embargo, esta expansión también vino acompañada de desafíos financieros. Pese a diversas soluciones propuestas, el CEMLA tuvo que lidiar con crisis presupuestarias recurrentes durante este período.
Después de la renuncia de Javier Márquez en 1972, el economista argentino Adolfo César Diz asumió la dirección del CEMLA. Durante su mandato, se llevaron a cabo una serie de cambios estratégicos que marcaron el rumbo de la institución en los años posteriores. Bajo la dirección de Diz, el CEMLA logró conformar un equipo de investigadores de alto nivel, que realizaron numerosos estudios significativos. En 1970, se estableció el Premio de Banca Central Rodrigo Gómez.
El CEMLA jugó un papel crucial en la regulación bancaria, proporcionando apoyo técnico y facilitando el diálogo entre los bancos centrales de la región. Además, se fortalecieron las publicaciones de investigación y se promovió la participación en reuniones y foros internacionales.
Las actividades de capacitación crecieron notablemente, aumentando de 14 eventos en 1985 a 45 en el 2000, con picos en 1993 y 1998. La formación se centró más en programas nacionales o regionales, realizados en los países de los bancos centrales asociados y colaboradores, en cooperación con el Banco de Pagos Internacionales, el FMI y el Banco Mundial.
Desde 1978, el CEMLA ha jugado un papel importante en la regulación y supervisión bancarias, asesorando a la Superintendencia de Bancos de Ecuador y extendiendo su asesoramiento a otras instituciones bancarias de América Latina y el Caribe. En 1999, la comisión cambió su nombre a la Asociación de Organismos Supervisores Bancarios de América Latina (ASBA), y se separó del CEMLA, provocando una crisis interna. El director general Sergio Ghigliazza renunció y la institución pasó por una reestructuración completa. Los bancos centrales de Argentina y Brasil solicitaron la reducción de sus contribuciones al CEMLA, lo que llevó a una revisión integral de la organización.
Como parte de la revisión, se reformaron los estatutos del CEMLA para redefinir sus funciones. Esta reforma incluyó una amplia modificación, estableciendo tres áreas prioritarias y tareas para el organismo, cambios en la capacidad de voto de la Asamblea y en el funcionamiento de la Junta de Gobierno y la creación del Comité de Alternos. Además, se establecieron ocho actividades clave para el Centro, que abarcan desde la coordinación de debates hasta la promoción del conocimiento y la difusión de temas de interés para sus asociados.
En el año 2020 el CEMLA lanza una nueva revista científica de acceso abierto titulado Latin American Journal of Central Banking (Revista Latinoamericana de Banca Central). El LAJCB publica investigaciones de alta calidad sobre temas de interés para los bancos centrales y los organismos de regulación y supervisión financiera asociados. El LAJCB abarca temas tradicionales como la teoría y la política monetarias, los tipos de cambio y las finanzas internacionales. También incluye temas que han cobrado importancia más recientemente, como la estabilidad financiera, el cambio climático en su relación con los sistemas financieros, las infraestructuras y las tecnologías de los mercados financieros.

## Miembros asociados
El CEMLA agrupa a 31 bancos centrales que cuentan con el status de miembros asociados:
- Banco Central de la República Argentina
- Banco Central de Aruba
- Banco Central de las Bahamas
- Banco Central de Barbados
- Banco Central de Belice
- Banco Central de Bolivia
- Banco Central do Brasil
- Autoridad Monetaria de las Islas Caimán
- Banco Central de Chile
- Banco de la República (Colombia)
- Banco Central de Costa Rica
- Banco Central de Cuba
- Banco Central de Curazao y Sint Maarten
- Banco Central del Ecuador
- Banco Central de Reserva de El Salvador
- Banco Central del Caribe Oriental
- Banco de España
- Banco de Guatemala
- Banco de Guyana
- Banco de la República de Haití
- Banco Central de Honduras
- Banco de Jamaica
- Banco de México
- Banco Central de Nicaragua
- Banco Central del Paraguay
- Banco Central de Reserva del Perú
- Banco Central de la República Dominicana
- Banco Central de Surinam
- Banco Central de Trinidad y Tobago
- Banco Central del Uruguay
- Banco Central de Venezuela

Además, el CEMLA cuenta con 11 miembros colaboradores
- Banca d'Italia
- Banco de Portugal
- Bank of Canada
- Bangko Sentral ng Pilipinas
- Banque de France
- Deutsche Bundesbank
- Banco Central Europeo
- Federal Reserve Board
- Magyar Nemzeti Bank
- Swiss National Bank
- Banco Nacional de Panamá

## Directores
| Director                  | Nacionalidad          | Periodo     |
| ------------------------- | --------------------- | ----------- |
| Javier Márquez Blasco     | España · México       | 1952 - 1973 |
| Adolfo Diz                | Argentina             | 1974 - 1976 |
| Jorge González del Valle  | Guatemala             | 1977 - 1988 |
| Jesús Silva-Herzog Flores | México                | 1989 - 1991 |
| Sergio Ghigliazza García  | México                | 1991 - 2000 |
| Kenneth Gilmore Coates    | Uruguay · Reino Unido | 2001 - 2009 |
| Javier Guzmán Calafell    | México                | 2010 - 2013 |
| Fernando Tenjo Galarza    | Colombia              | 2013 - 2018 |
| Manuel Ramos Francia      | México                | 2019 -      |